# Tullio Pinelli (senatore)
Tullio Ludovico Angelo Maria Pinelli, conte (Torino, 30 aprile 1830 – Torino, 14 luglio 1917), è stato un magistrato e politico italiano.

## Biografia
Laureato a Torino inizia la carriera nel 1855 come impiegato volontario presso l'avvocatura fiscale generale piemontese. Dopo tre anni di praticantato viene nominato giudice aggiunto ai tribunali di Torino e di Genova, e in quest'ultimo diventa effettivo. Sempre a Genova viene nominato avvocato fiscale e avvocato dei poveri (oggi lo si definisce avvocato d'ufficio) presso la corte d'appello. È stato in seguito sostituto procuratore generale presso la corte criminale di Napoli, la corte d'appello di Parma e in forza all'ufficio della procura generale di Genova. Consigliere di corte d'appello a Bologna e di sezione di corte d'appello a Torino, è stato procuratore generale di corte d'appello a Messina, Venezia e Torino, dove ha ricoperto anche l'incarico di primo presidente, carica con cui viene collocato a riposo per raggiunti limiti di età.